# Ceroxys urticae
Ceroxys urticae is een vliegensoort uit de familie van de prachtvliegen (Ulidiidae). De wetenschappelijke naam is gepubliceerd in 1758 door Linnaeus in de tiende editie van Systema naturae.

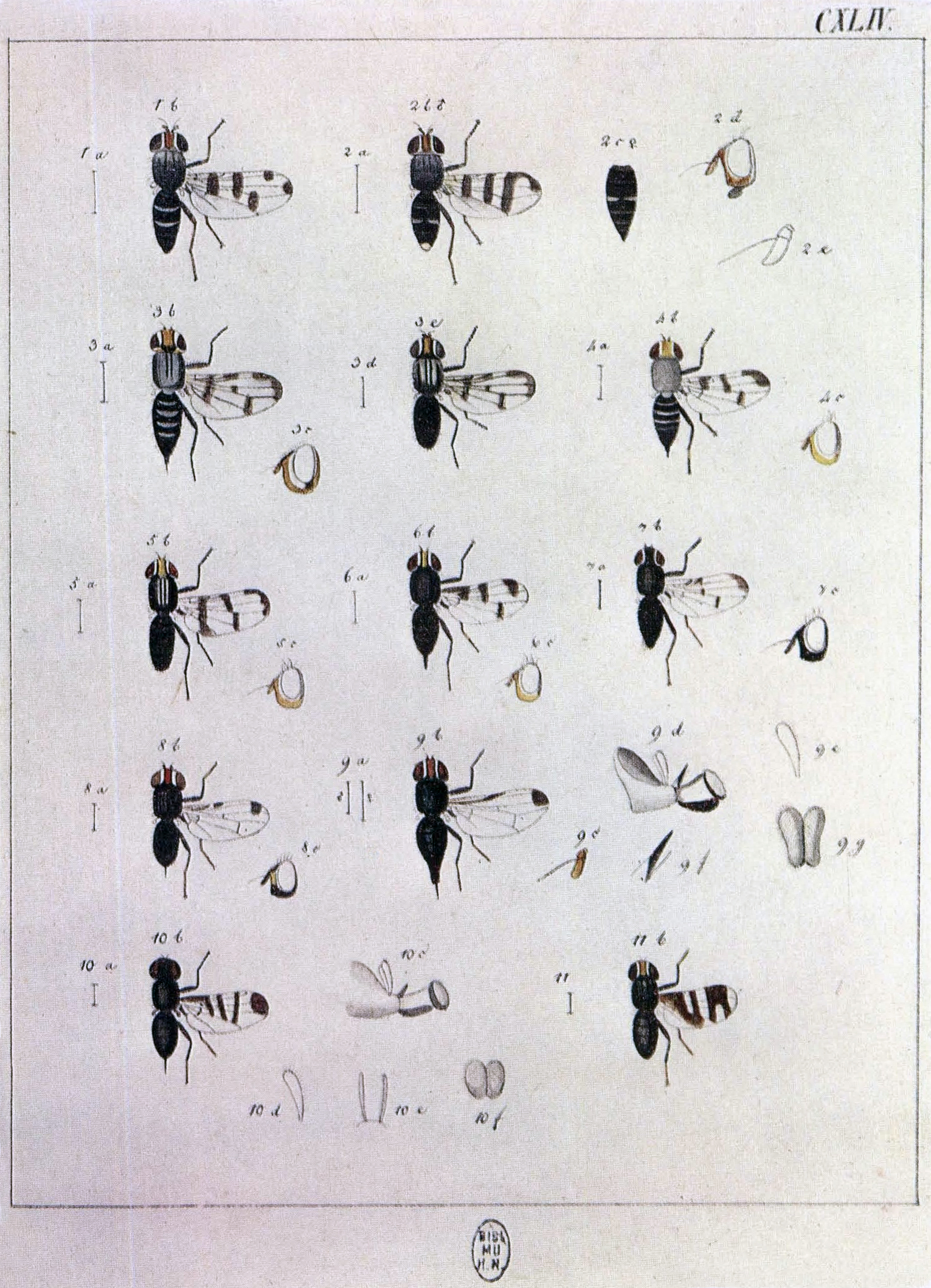